# Pycnocraspedum armatum
Pycnocraspedum armatum är en fiskart som beskrevs av Gosline, 1954. Pycnocraspedum armatum ingår i släktet Pycnocraspedum och familjen Ophidiidae. Inga underarter finns listade i Catalogue of Life.